# Нумерий Фабий Вибулан
Нумерий Фабий Вибулан (лат. Numerius Fabius Vibulanus; V век до н. э.) — римский политический деятель из патрицианского рода Фабиев, консул 421 года до н. э., военный трибун с консульской властью 415 и 407 годов до н. э.

## Биография
Нумерий Фабий принадлежал к одному из самых знатных и влиятельных патрицианских родов Рима. Поздние источники возводили родословную Фабиев к сыну Геракла и италийской нимфы, утверждая также, что вначале этот род назывался Фодии (от латинского fodere — рыть), поскольку его представители с помощью ям ловили диких зверей. Антиковед Т. Уайзмен назвал это объяснение «достаточно необычным, чтобы быть правдой».
Нумерий Фабий был сыном Квинта Фабия Вибулана, консула 467 года до н. э. Согласно ряду источников, Квинт остался после битвы при Кремере единственным представителем рода. Старшими братьями Нумерия были Марк Фабий (консул 442 года до н. э.) и Квинт Фабий (консул 423 года до н. э.).
Коллегой Нумерия Фабия по консульству 423 года до н. э. стал Тит Квинкций Капитолин Барбат. По словам Тита Ливия, Нумерию выпало по жребию командовать войском, но эквы «постыдно бежали». Из-за лёгкости этой победы Фабий не получил триумф, но всё-таки ему позволили вступить в город с овацией, поскольку он загладил позор поражения Гая Семпрония Атратина.
В 415 году до н. э. Фабий стал одним из четырёх военных трибунов (наряду с Публием Корнелием Коссом, Гаем Валерием Потитом Волузом и Квинтом Квинкцием Цинциннатом. В этом году велась только война с городом Болы, «даже не заслуживающая упоминания».
В 407 году до н. э. Фабий снова получил трибунат. Его коллегами были во второй раз Гай Валерий Потит Волуз, а также Луций Фурий Медуллин и Гай Сервилий Структ Агала. Трибуны не оказали своевременную помощь городу Верругина, из-за чего вольски смогли взять город и перебить его защитников.